# Otó I de Caríntia
Otó I de Caríntia o Otó de Worms (? - 4 de novembre de 1004) fou duc de Caríntia i marcgravi de Verona del 978 al 985 i de nou des del 1002 fins a la seva mort.

## Família
Era descendent de la dinastia sàlica de Francònia, sent Otó l'únic fill del comte Conrad el Roig, duc de Lotaríngia des de vers 944 a 953, i de Liutgarda, filla de l'emperador Otó I i d'Edit. Otó es va casar amb Judit (morta en 991), probablement una neta del duc Arnulf II el Dolent de Baviera. Van tenir els següents fills coneguts:
- Enric de Speyer (mort abans de 1000), comte al Wormsgau
- Brun (mort el 999), va governar com a papa Gregori V des de 996
- Conrad I, duc de Caríntia (1004-1011)
- Guillem, bisbe d'Estrasburg (1028-1047)

## Biografies
Està documentat per primera vegada com a comte al Nahegau sobre el 956, i també va tenir el Speyergau i Wormsgau, així com diversos altres comtats de la zona.
El 978 l'emperador Otó II va nomenar al comte com a duc de Caríntia, després que el seu predecessor, el luitpolding Enric I de Caríntia, s'havia rebel·lat sense èxit, contra l'autoritat imperial durant la guerra dels Tres Enric i havia estat deposat. El 985, però, el jove emperador Otó III del Sacre Imperi, per mitjà de la seva mare i regent Teòfana, vídua d'Otó II del Sacre Imperi, per tal d'obtenir suport per a la successió del seu fill menor d'edat, va restaurar a Caríntia als Luitpoldings i Otó va perdre el seu ducat al que fou forçat a renunciar, si bé com a compensació se li va permetre conservar el títol ducal com "Duc de Worms", i va rebre la terre palatina imperial de Kaiserslautern, a més d'obtenir de grans propietats de l'abadia de Weissemburg (Weißenburg).
A la mort del duc Enric II de Baviera el Barallós el 995, Otó va rebre inicialment, altre cop, la Marca de Verona, mentre Caríntia (i el ducat de Baviera) va passar al fill d'Enric II, que va governar com duc Enric IV de Baviera i fou conegut com el Sant (després fou emperador). Quan l'emperador Otó III havia mort el 1002, Otó de Worms i Enric IV de Baviera foren candidats per a l'elecció com a rei dels Romans, però Otó es va retirar i va rebre en compensació el ducat de Caríntia que li va cedir Enric IV (llavors Enric II d'Alemanya). No obstant això es va veure obligat a cedir les seves possessions renanes al seu vell rival el bisbe Burcard de Worms.
Otó va morir dos anys més tard, i el va succeir com a duc de Caríntia el seu fill, Conrad.